# Großer Preis von China 2010
Der Große Preis von China 2010 (offiziell 2010 Formula 1 Chinese Grand Prix) fand am 18. April auf dem Shanghai International Circuit in Shanghai statt und war das vierte Rennen der Formel-1-Weltmeisterschaft 2010.

## Berichte

### Hintergrund
Nach dem Großen Preis von Malaysia führte Felipe Massa in der Fahrerwertung mit zwei Punkten vor Fernando Alonso und Sebastian Vettel. In der Konstrukteurswertung führte Ferrari mit zehn Punkten vor McLaren-Mercedes und mit 15 Punkten vor Red Bull-Renault.
Mit Rubens Barrichello, Alonso, Michael Schumacher, Lewis Hamilton und Vettel (jeweils einmal) traten fünf ehemalige Sieger zu diesem Grand Prix an.

### Training
Im ersten freien Training war Jenson Button der schnellste Pilot vor Nico Rosberg und seinem Teamkollegen Hamilton. Während des Trainings kam es zu einem kuriosen Unfall Sébastien Buemis, dem beim Anbremsen auf die Haarnadel beide Vorderradaufhängungen wegbrachen. Ohne Lenkmöglichkeit fuhr Buemi zunächst unkontrolliert gegen die Fahrbahnbegrenzung und kam schließlich im Kiesbett zum Stehen, wo er das Auto unverletzt verließ.
Im zweiten freien Training war mit Hamilton erneut ein McLaren-Pilot an der Spitze. Auf Platz zwei und drei folgten Rosberg und Button.
Im dritten freien Training am Samstagmorgen erzielte Mark Webber vor Hamilton und Vettel die schnellste Runde.

### Qualifying
Das Qualifying bestand aus drei Teilen mit einer Nettolaufzeit von 45 Minuten. Im ersten Qualifying-Segment (Q1) hatten die Fahrer 18 Minuten Zeit, um sich für das Rennen zu qualifizieren. Die besten 17 Fahrer erreichten den nächsten Teil. Im ersten Abschnitt des Qualifyings erzielte Hamilton die schnellste Runde. Die HRT-, Virgin- und Lotus-Piloten sowie Liuzzi schieden aus.
Im zweiten Segment der Qualifikation (Q2) behauptete Hamilton die Spitzenposition. Die Sauber-, Williams- und Toro-Rosso-Piloten sowie Witali Petrow schieden aus.
Schlussendlich sicherte sich Vorjahressieger Vettel im dritten Abschnitt (Q3) die Pole-Position vor seinem Teamkollegen Webber und Alonso. Für Vettel war es die achte Pole-Position seiner Karriere.

### Rennen
Für den Großen Preis von China waren schon im Vorfeld Regenschauer angekündigt worden. Allerdings regnete es am Start nur leicht und bis auf Timo Glock, der Intermediates wählte, starteten alle Piloten auf Slicks. Da Glock beim Start der Einführungsrunde stehen blieb, erfuhr man nicht, wie erfolgversprechend seine Strategie gewesen wäre. Da sein Virgin wegen eines Luftlecks Druck im Ventilantrieb-System verlor, konnte er das Rennen auch später nicht mehr aufnehmen.

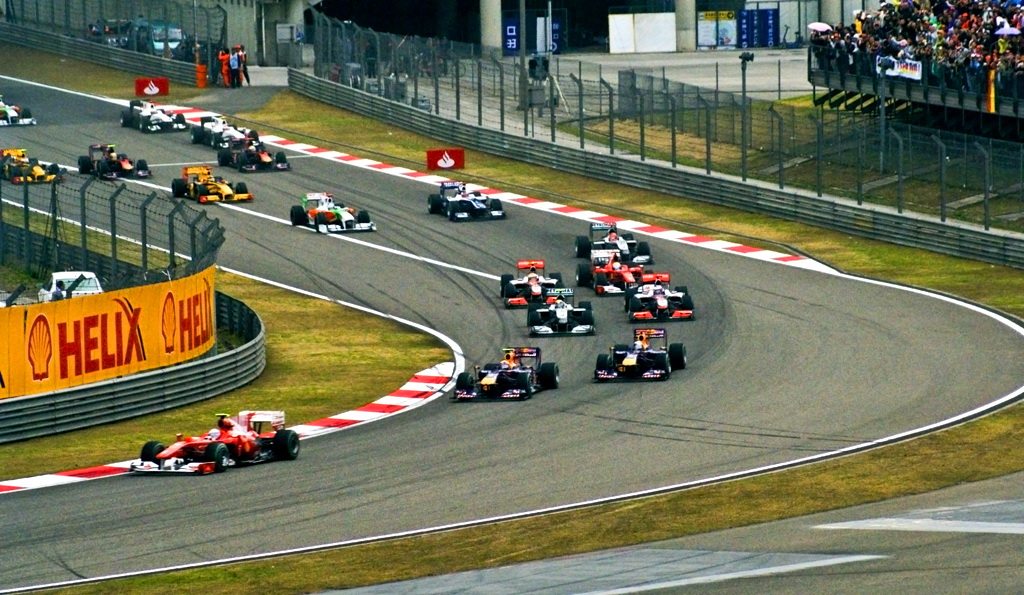
Fernando Alonso übernahm mit einem Frühstart zunächst die Führung

Den besten Start an der Spitze des Feldes hatte Alonso, der von Platz drei startend die Führung übernahm. Vettel, der von der Pole-Position ins Rennen ging, verlor auch einen weiteren Platz und fiel auf den dritten Platz zurück. Webber blieb auf Platz zwei. Bereits nach der ersten Runde musste das Safety-Car auf die Strecke. Liuzzi drehte sich und kollidierte dabei mit Buemi und Kamui Kobayashi. Für alle drei Piloten war das Rennen umgehend beendet. In der Safety-Car-Phase entschieden sich die Piloten für unterschiedliche Strategien. Während die meisten Piloten auf Intermediate-Reifen wechselten, behielten Rosberg, Button, Robert Kubica, Petrow, Pedro de la Rosa und Heikki Kovalainen Trockenreifen.
Nach dem Restart konnte Rosberg die Führung behaupten. Während der Mercedes-Pilot auf Slicks die schnellste Runde erzielte, wurde Alonso mit einer Durchfahrtsstrafe belegt, da sein guter Start auf einen Frühstart zurückzuführen war. Noch bevor er die Strafe absetzen konnte, kam er allerdings erneut zum Reifenwechsel an die Box und wechselte von Intermediates zurück auf Slicks. Innerhalb der nächsten Runden wechselten alle Piloten zurück auf Slicks. Die großen Profiteure waren somit die Piloten, die nicht gewechselt hatten.
Nach sieben Runden musste de la Rosa, der zu diesem Zeitpunkt auf dem vierten Platz lag, das Rennen mit einem technischen Problem aufgeben. Für einen weiteren Ausfall sorgte Lucas di Grassi, der das Rennen nach acht gefahrenen Runden aufgab. An seinem Virgin musste bereits vor dem Rennen die Kupplung gewechselt werden, allerdings funktioniert auch die neueingebaute Kupplung nicht richtig und zwang ihn zur Aufgabe. In der zwölften Runde kam es zu einem Duell zwischen Adrian Sutil, Vettel und Hamilton. Der Brite schaffte es auf einmal an beiden Piloten vorbeizugehen und den siebten Platz einzunehmen. Nach dem Überholmanöver war Hamilton der Pilot mit den schnellsten Rennrunden. Während auch Vettel und Webber an Sutil vorbeigehen konnten, schloss Hamilton auf den fünftplatzierten Schumacher auf. Nachdem er zunächst keinen Weg an dem Deutschen vorbeifand, duellierten sich die beiden auf der Geraden vor der Haarnadel. Schumacher versuchte die Position zu verteidigen, blieb aber chancenlos und Hamilton verbesserte sich auf den fünften Platz. Eine Runde später verlor der Mercedes-Pilot eine weitere Position an Vettel.

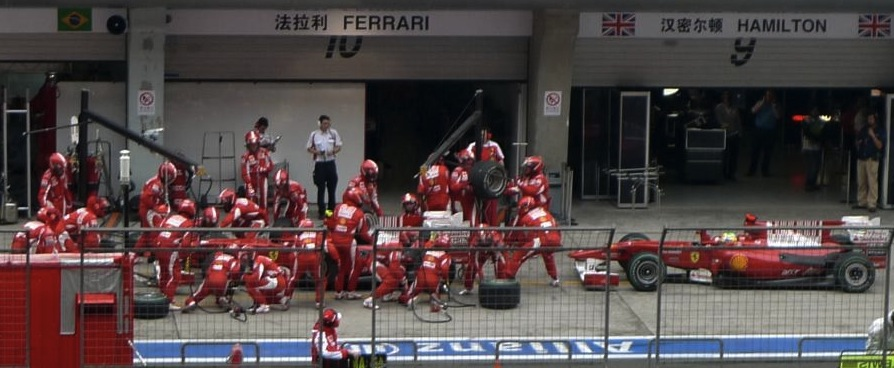
Fernando Alonso vor Felipe Massa in der Ferrari-Box

In der 19. Runde kam es an der Spitze zu einem Führungswechsel. Button übernahm die Führung von Rosberg. Nach dem Überholmanöver fing es wieder an zu regnen und diesmal entschieden sich alle Piloten zu einem Wechsel auf Intermediate-Reifen. Zwar behielt das Führungstrio, das durch Kubica komplettiert wurde, beim Boxenstopp ihren deutlichen Vorsprung auf die Verfolger, allerdings kam es zu einer Safety-Car-Phase, da Alguersuari Teile seines Frontflügels auf der Strecke verloren hatte. Beim Restart behielt Button die Führung vor Rosberg. Im mittleren Teil des Feldes, kam es allerdings zu einigen Positionsverschiebungen. Am auffälligsten war Hamilton, der zunächst Schumacher und eine Runde später Petrow überholte sowie schlussendlich auch noch an Kubica vorbeiging und auf den dritten Platz vorfuhr.
Während Jarno Trulli sein Rennen an der Box aufgeben musste, kam es zwischen Rosberg und Hamilton zu einem Duell um den zweiten Platz. Zu einem Überholmanöver auf der Strecke kam es allerdings nicht, da die Piloten noch einmal zum Reifenwechsel auf frische Intermediates an die Box kamen. Hamilton hatte dabei die bessere Strategie und übernahm den zweiten Platz von Rosberg. Zusammen mit Button, der das Rennen unangefochten anführte, konnten sich die McLaren an der Spitze absetzen.

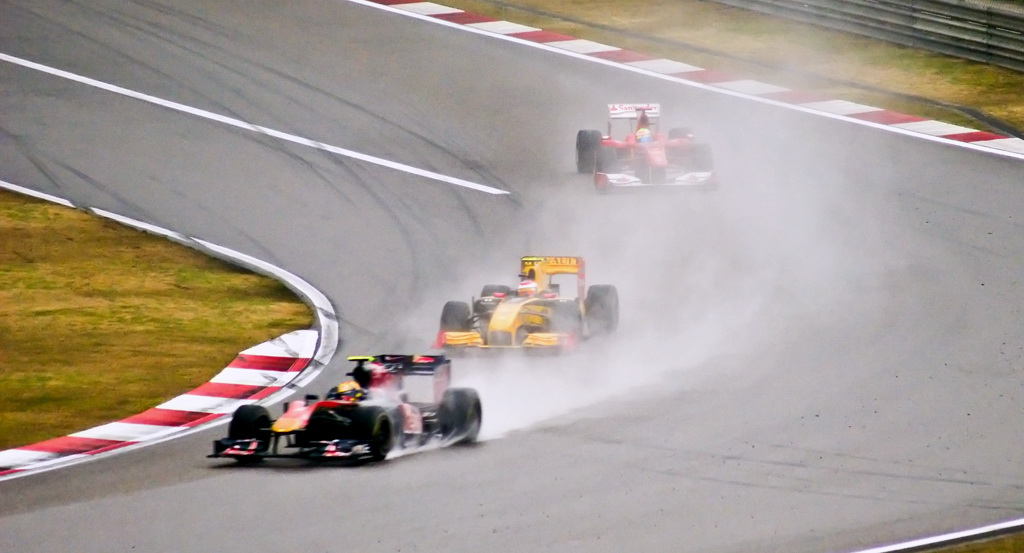
Wenig später wurde Jaime Alguersuari (vorne) von Witali Petrow und Felipe Massa überholt

Während die ersten zwei Positionen verteilt schienen, verlor Alguersuari, der auf Platz acht lag, innerhalb von zwei Runden drei Positionen und musste Petrow, Massa und Sutil vorbeilassen. Weiter vorne entwickelte sich zwischen Rosberg und Alonso ein Duell um Platz drei sowie zwischen Kubica und Vettel ein Duell um die fünfte Position. Allerdings sollte es bis zum Rennende keine Positionsverschiebung auf den ersten sechs Positionen mehr geben. Im Mittelfeld machte Petrow weiter Druck und verbesserte sich mit Überholmanövern gegen Schumacher und Webber auf den siebten Platz. Schumacher verlor darüber hinaus einen weiteren Platz an seinen ehemaligen Teamkollegen Massa und holte als Zehnter den letzten Punkt.
Button gewann somit sein zweites Rennen in dieser Saison vor seinem Teamkollegen Hamilton und Rosberg. Außerdem übernahm Button die Führung in der Fahrerweltmeisterschaft von Massa, der auf den sechsten Platz zurückfiel. Den zweiten Platz übernahm Rosberg. Bei den Konstrukteuren gab es ebenfalls eine Veränderung an der Spitze und McLaren-Mercedes übernahm die Spitzenposition von Ferrari.
Insgesamt gab es während des Rennens 67 Boxenstopps. Ähnlich viele Boxenstopps gab es zuletzt beim legendären Regenrennen im Donington Park, dem Großen Preis von Europa 1993.

## Meldeliste
| Team                         | Nr. | Fahrer             | Chassis           | Motor                | Reifen |
| ---------------------------- | --- | ------------------ | ----------------- | -------------------- | ------ |
| Vodafone McLaren Mercedes    | 01  | Jenson Button      | McLaren MP4-25    | Mercedes-Benz 2.4 V8 | B      |
| Vodafone McLaren Mercedes    | 02  | Lewis Hamilton     | McLaren MP4-25    | Mercedes-Benz 2.4 V8 | B      |
| Mercedes GP Petronas F1 Team | 03  | Michael Schumacher | Mercedes MGP W01  | Mercedes-Benz 2.4 V8 | B      |
| Mercedes GP Petronas F1 Team | 04  | Nico Rosberg       | Mercedes MGP W01  | Mercedes-Benz 2.4 V8 | B      |
| Red Bull Racing              | 05  | Sebastian Vettel   | Red Bull RB6      | Renault 2.4 V8       | B      |
| Red Bull Racing              | 06  | Mark Webber        | Red Bull RB6      | Renault 2.4 V8       | B      |
| Scuderia Ferrari Marlboro    | 07  | Felipe Massa       | Ferrari F10       | Ferrari 2.4 V8       | B      |
| Scuderia Ferrari Marlboro    | 08  | Fernando Alonso    | Ferrari F10       | Ferrari 2.4 V8       | B      |
| AT&T Williams                | 09  | Rubens Barrichello | Williams FW32     | Cosworth 2.4 V8      | B      |
| AT&T Williams                | 10  | Nico Hülkenberg    | Williams FW32     | Cosworth 2.4 V8      | B      |
| Renault F1 Team              | 11  | Robert Kubica      | Renault R30       | Renault 2.4 V8       | B      |
| Renault F1 Team              | 12  | Witali Petrow      | Renault R30       | Renault 2.4 V8       | B      |
| Force India F1 Team          | 14  | Paul di Resta      | Force India VJM03 | Mercedes-Benz 2.4 V8 | B      |
| Force India F1 Team          | 14  | Adrian Sutil       | Force India VJM03 | Mercedes-Benz 2.4 V8 | B      |
| Force India F1 Team          | 15  | Vitantonio Liuzzi  | Force India VJM03 | Mercedes-Benz 2.4 V8 | B      |
| Scuderia Toro Rosso          | 16  | Sébastien Buemi    | Toro Rosso STR5   | Ferrari 2.4 V8       | B      |
| Scuderia Toro Rosso          | 17  | Jaime Alguersuari  | Toro Rosso STR5   | Ferrari 2.4 V8       | B      |
| Lotus Racing                 | 18  | Jarno Trulli       | Lotus T127        | Cosworth 2.4 V8      | B      |
| Lotus Racing                 | 19  | Heikki Kovalainen  | Lotus T127        | Cosworth 2.4 V8      | B      |
| HRT F1 Team                  | 20  | Karun Chandhok     | HRT F110          | Cosworth 2.4 V8      | B      |
| HRT F1 Team                  | 21  | Bruno Senna        | HRT F110          | Cosworth 2.4 V8      | B      |
| BMW Sauber F1 Team           | 22  | Pedro de la Rosa   | Sauber C29        | Ferrari 2.4 V8       | B      |
| BMW Sauber F1 Team           | 23  | Kamui Kobayashi    | Sauber C29        | Ferrari 2.4 V8       | B      |
| Virgin Racing                | 24  | Timo Glock         | Virgin VR-01      | Cosworth 2.4 V8      | B      |
| Virgin Racing                | 25  | Lucas di Grassi    | Virgin VR-01      | Cosworth 2.4 V8      | B      |

Anmerkungen
1. 1 2  Di Resta fuhr den Force India mit der Nummer 14 im ersten freien Training. Sutil übernahm das Fahrzeug anschließend für das restliche Rennwochenende.

## Klassifikationen

### Qualifying
| Pos. | Fahrer             | Konstrukteur         | Q1       | Q2       | Q3       | Start |
| ---- | ------------------ | -------------------- | -------- | -------- | -------- | ----- |
| 01   | Sebastian Vettel   | Red Bull-Renault     | 1:36,317 | 1:35,280 | 1:34,558 | 01    |
| 02   | Mark Webber        | Red Bull-Renault     | 1:35,978 | 1:35,100 | 1:34,806 | 02    |
| 03   | Fernando Alonso    | Ferrari              | 1:35,987 | 1:35,235 | 1:34,913 | 03    |
| 04   | Nico Rosberg       | Mercedes             | 1:34,952 | 1:35,134 | 1:34,923 | 04    |
| 05   | Jenson Button      | McLaren-Mercedes     | 1:36,122 | 1:35,443 | 1:34,979 | 05    |
| 06   | Lewis Hamilton     | McLaren-Mercedes     | 1:34,641 | 1:34,928 | 1:35,034 | 06    |
| 07   | Felipe Massa       | Ferrari              | 1:36,076 | 1:35,290 | 1:35,180 | 07    |
| 08   | Robert Kubica      | Renault              | 1:36,348 | 1:35,550 | 1:35,364 | 08    |
| 09   | Michael Schumacher | Mercedes             | 1:36,484 | 1:35,715 | 1:35,646 | 09    |
| 10   | Adrian Sutil       | Force India-Mercedes | 1:36,671 | 1:35,665 | 1:35,963 | 10    |
| 11   | Rubens Barrichello | Williams-Cosworth    | 1:36,664 | 1:35,748 | –        | 11    |
| 12   | Jaime Alguersuari  | Toro Rosso-Ferrari   | 1:36,618 | 1:36,047 | –        | 12    |
| 13   | Sébastien Buemi    | Toro Rosso-Ferrari   | 1:36,793 | 1:36,149 | –        | 13    |
| 14   | Witali Petrow      | Renault              | 1:37,031 | 1:36,311 | –        | 14    |
| 15   | Kamui Kobayashi    | Sauber-Ferrari       | 1:37,044 | 1:36,422 | –        | 15    |
| 16   | Nico Hülkenberg    | Williams-Cosworth    | 1:37,049 | 1:36,647 | –        | 16    |
| 17   | Pedro de la Rosa   | Sauber-Ferrari       | 1:37,050 | 1:37,020 | –        | 17    |
| 18   | Vitantonio Liuzzi  | Force India-Mercedes | 1:37,161 | –        | –        | 18    |
| 19   | Timo Glock         | Virgin-Cosworth      | 1:39,278 | –        | –        | 19    |
| 20   | Jarno Trulli       | Lotus-Cosworth       | 1:39,399 | –        | –        | 20    |
| 21   | Heikki Kovalainen  | Lotus-Cosworth       | 1:39,520 | –        | –        | 21    |
| 22   | Lucas di Grassi    | Virgin-Cosworth      | 1:39,783 | –        | –        | 22    |
| 23   | Bruno Senna        | HRT-Cosworth         | 1:40,469 | –        | –        | 23    |
| 24   | Karun Chandhok     | HRT-Cosworth         | 1:40,578 | –        | –        | 24    |

### Rennen
| Pos. | Fahrer             | Konstrukteur         | Runden | Stopps | Zeit        | Start | Schnellste Runde |
| ---- | ------------------ | -------------------- | ------ | ------ | ----------- | ----- | ---------------- |
| 01   | Jenson Button      | McLaren-Mercedes     | 56     | 2      | 1:46:42,163 | 05    | 1:42,886 (14.)   |
| 02   | Lewis Hamilton     | McLaren-Mercedes     | 56     | 4      | + 1,530     | 06    | 1:42,061 (13.)   |
| 03   | Nico Rosberg       | Mercedes             | 56     | 2      | + 9,484     | 04    | 1:43,245 (14.)   |
| 04   | Fernando Alonso    | Ferrari              | 56     | 5      | + 11,869    | 03    | 1:44,134 (14.)   |
| 05   | Robert Kubica      | Renault              | 56     | 2      | + 22,213    | 08    | 1:43,630 (14.)   |
| 06   | Sebastian Vettel   | Red Bull-Renault     | 56     | 4      | + 33,310    | 01    | 1:42,358 (14.)   |
| 07   | Witali Petrow      | Renault              | 56     | 2      | + 47,600    | 14    | 1:43,801 (14.)   |
| 08   | Mark Webber        | Red Bull-Renault     | 56     | 4      | + 52,172    | 02    | 1:42,609 (14.)   |
| 09   | Felipe Massa       | Ferrari              | 56     | 4      | + 57,796    | 07    | 1:44,594 (14.)   |
| 10   | Michael Schumacher | Mercedes             | 56     | 4      | + 1:01,749  | 09    | 1:44,298 (14.)   |
| 11   | Adrian Sutil       | Force India-Mercedes | 56     | 4      | + 1:02,874  | 10    | 1:44,364 (14.)   |
| 12   | Rubens Barrichello | Williams-Cosworth    | 56     | 4      | + 1:03,665  | 11    | 1:45,559 (17.)   |
| 13   | Jaime Alguersuari  | Toro Rosso-Ferrari   | 56     | 6      | + 1:11,416  | 12    | 1:43,755 (14.)   |
| 14   | Heikki Kovalainen  | Lotus-Cosworth       | 55     | 2      | + 1 Runde   | 21    | 1:47,141 (14.)   |
| 15   | Nico Hülkenberg    | Williams-Cosworth    | 55     | 6      | + 1 Runde   | 16    | 1:44,549 (13.)   |
| 16   | Bruno Senna        | HRT-Cosworth         | 54     | 4      | + 2 Runden  | 23    | 1:48,216 (16.)   |
| 17   | Karun Chandhok     | HRT-Cosworth         | 52     | 4      | + 4 Runden  | Box   | 1:48,788 (15.)   |
| –    | Jarno Trulli       | Lotus-Cosworth       | 26     | 4      | DNF         | 20    | 1:49,675 (14.)   |
| –    | Lucas di Grassi    | Virgin-Cosworth      | 8      | 0      | DNF         | 22    | 1:53,185 (07.)   |
| –    | Pedro de la Rosa   | Sauber-Ferrari       | 7      | 0      | DNF         | 17    | 1:47,739 (06.)   |
| –    | Sébastien Buemi    | Toro Rosso-Ferrari   | 0      | 0      | DNF         | 13    | –                |
| –    | Kamui Kobayashi    | Sauber-Ferrari       | 0      | 0      | DNF         | 15    | –                |
| –    | Vitantonio Liuzzi  | Force India-Mercedes | 0      | 0      | DNF         | 18    | –                |
| DNS  | Timo Glock         | Virgin-Cosworth      | –      | –      | –           | 19    | –                |

Anmerkungen
1. ↑  Glock blieb beim Start der Einführungsrunde stehen, da sein Virgin durch ein Luftleck Druck im Ventilantrieb-System verlor. Er konnte daher nicht am Rennen teilnehmen.

## WM-Stände nach dem Rennen
Die ersten zehn des Rennens bekamen 25, 18, 15, 12, 10, 8, 6, 4, 2 bzw. 1 Punkt(e).

### Fahrerwertung
| Pos. | Fahrer             | Konstrukteur         | Punkte |
| ---- | ------------------ | -------------------- | ------ |
| 01   | Jenson Button      | McLaren-Mercedes     | 60     |
| 02   | Nico Rosberg       | Mercedes             | 50     |
| 03   | Fernando Alonso    | Ferrari              | 49     |
| 04   | Lewis Hamilton     | McLaren-Mercedes     | 49     |
| 05   | Sebastian Vettel   | Red Bull-Renault     | 45     |
| 06   | Felipe Massa       | Ferrari              | 41     |
| 07   | Robert Kubica      | Renault              | 40     |
| 08   | Mark Webber        | Red Bull-Renault     | 28     |
| 09   | Adrian Sutil       | Force India-Mercedes | 10     |
| 10   | Michael Schumacher | Mercedes             | 10     |
| 11   | Vitantonio Liuzzi  | Force India-Mercedes | 8      |
| 12   | Witali Petrow      | Renault              | 6      |

| Pos. | Fahrer             | Konstrukteur       | Punkte |
| ---- | ------------------ | ------------------ | ------ |
| 13   | Rubens Barrichello | Williams-Cosworth  | 5      |
| 14   | Jaime Alguersuari  | Toro Rosso-Ferrari | 2      |
| 15   | Nico Hülkenberg    | Williams-Cosworth  | 1      |
| 16   | Sébastien Buemi    | Toro Rosso-Ferrari | 0      |
| 17   | Pedro de la Rosa   | Sauber-Ferrari     | 0      |
| 18   | Heikki Kovalainen  | Lotus-Cosworth     | 0      |
| 19   | Karun Chandhok     | HRT-Cosworth       | 0      |
| 20   | Lucas di Grassi    | Virgin-Cosworth    | 0      |
| 21   | Bruno Senna        | HRT-Cosworth       | 0      |
| 22   | Jarno Trulli       | Lotus-Cosworth     | 0      |
| –    | Timo Glock         | Virgin-Cosworth    | 0      |
| –    | Kamui Kobayashi    | Sauber-Ferrari     | 0      |

### Konstrukteurswertung
| Pos. | Konstrukteur         | Punkte |
| ---- | -------------------- | ------ |
| 01   | McLaren-Mercedes     | 109    |
| 02   | Ferrari              | 90     |
| 03   | Red Bull-Renault     | 73     |
| 04   | Mercedes             | 60     |
| 05   | Renault              | 46     |
| 06   | Force India-Mercedes | 18     |

| Pos. | Konstrukteur       | Punkte |
| ---- | ------------------ | ------ |
| 07   | Williams-Cosworth  | 6      |
| 08   | Toro Rosso-Ferrari | 2      |
| 09   | Sauber-Ferrari     | 0      |
| 10   | Lotus-Cosworth     | 0      |
| 11   | HRT-Cosworth       | 0      |
| 12   | Virgin-Cosworth    | 0      |